# トーネス原子力発電所
トーネス原子力発電所（トーネスげんしりょくはつでんしょ、英語: Torness Nuclear Power Station）はイギリスの原子力発電所。単独の発電所としてはイギリスでもっとも新しい。1980年に建設が開始され、1988年に運転が開始された。当初は南スコットランド電力局(SSEB)が運営していた。おおよそエディンバラの東部50kmの位置にあり、スコットランドイースト・ロージアンのダンバー近くに存在する。地域のランドマークになっており、A1号線やイースト・コースト本線からよく見える。

## 歴史
地域計画当局や12以上の関係団体などの広範な議論の後、1973年、南スコットランド電力局(SSEB)はトーネスを原子力発電所の建設地とするためにスコットランド大臣の承認を求めた。1974年2月、ダンバーで電力局の提案を説明の公表が行われ、1974年6月には公聴会が行われた。
トーネスに原発を建設することへの反対は広く存在した。さまざまなキャンペーン団体が原子力発電所の環境と人的コスト問題を強調するために一体となった。1978年5月には4000人がダンバーからトーネスへ行進した。彼らの多くが「トーネスの原発建設を防ぐために必要なすべての非暴力的措置を行う」宣言にサインした。
SSEBは英国の民生用原子炉を次の段階に進めるため、改良型ガス冷却炉(AGR)、蒸気発生重水炉(SGHWR)、軽水炉(LWR)、高温原子炉(HTR)の4種類の原子炉設計案を提出し、その後英国政府に検討された、1975年2月、スコットランド大臣はSSEBに将来の原発をトーネスに設置する法律上の承諾を与え、4つの原子炉形式を検討した後、1978年5月24日にAGRの建設への承諾がおこなわれた。
建設は国家原子力会社(NNC)として知られるコンソーシアムによって、1980年にはじめられた。原子炉はNNCが、タービンはゼネラル・エレクトリック・カンパニーが供給した。
トーネス原発は1988年5月25日に英国で最後の第2世代原子力発電所として委託されたものである。2基のAGRを保有しており、ピークレートで1364MWeを発電可能である。英国の発電市場の自由化の際、トーネス原発の運営はブリティッシュ・エナジーの一部として民営化されたスコティッシュ・ニュークリアに譲渡された。さらにその後の2009年1月ブリティッシュ・エナジーはフランス電力(EDF)に買収され、英国子会社のEDFエネルギーに統合された。2023年までの運用が予定されている。

## 発電所の設計
トーネス発電所はヘイシャムBと設計を同じくしている。原子炉は1950年代から60年代にかけて英国の商用原子炉建設のために設立された5つのコンソーシアムが緩やかに合併したNNC（現AMEC傘下）によって設計された。
黒鉛減速ガス冷却の設計はウィンズケール実験改良型ガス冷却炉施設で証明されたもので、旧来のマグノックス炉から大きく進化していた。
イギリスの商用原子炉計画全体で共通の経験知識を持っており、コールダーホール、チャペルクロス、さらに前のウィンズケールなどに置かれた初期の動力用およびプルトニウム精製用原子炉(PIPPA)の運転から獲られた知見に基づいて構築された。

## 原子炉
| 原子炉            | 原子炉形式 | 正味発電量 | 総発電量 | 建設開始     | 送電網同期    | 商業運転      | 停止         |
| ----------------- | ---------- | ---------- | -------- | ------------ | ------------- | ------------- | ------------ |
| 1号機 (Torness-1) | AGR        | 600 MW     | 682 MW   | 1980年1月8日 | 1988年5月25日 | 1988年5月25日 | (2023年予定) |
| 2号機 (Torness-2) | AGR        | 605 MW     | 682 MW   | 1980年1月8日 | 1989年2月3日  | 1989年2月3日  | (2023年予定) |

## 運転経歴
事故の詳細は健康安全局の原子力施設での事故の四半期ごとの報告書を記したインターネットサイトや原子力認可施設の四半期ごとの検査報告書に公表されている。

### クラゲによる取水口の閉塞による停止
2011年6月28日、取水口の大量のクラゲによって冷却用海水の流量が減少したため、両原子炉が手動で停止された。停止は保守的な判断だった。

### 海草によるドラムスクリーンの閉塞による停止
2006年8月に海草による第一取水口のドラムスクリーンの完全な遮断が発生した。これによって一定期間の第一冷却水の供給の喪失が発生し、結果として、安全を確保するための炉心海水系への水の供給が失われ、ほかの手段で代用せざるをえなかった。主冷却水が停止した最初の指摘を受けて70分以内に発電所は両方の原子炉の停止で対応し、適切な二次トリップ冷却系が利用された。発電所安全報告で考察されていた事象。

### 計画外の出力異常
2005年12月30日の夜勤中、トーネス2号炉の計画外の出力上昇がおこった。運用者は事態に対し通常の出力レベルに回復する是正措置を取った。原子炉と会社は調査し、反応度原則を扱う運転者の訓練が適切であったことを確認した。

### ガス循環器の故障
2002年5月に発生したもの。法科学からはおそらく予想外の疲労によるインペラーの疲労亀裂が悪化したことが原因と考えられている。8月、同原発のもう一方の原子炉のガス循環器が振動の増加の兆候を見せ、運用者によって速やかに停止された。その後の解体から最初の亀裂と同じ位置にかなり進展した疲労亀裂があることが明らかになったが、速やかな停止によって破損が防がれた。

### RAFトーネードの近郊への墜落
1999年11月、王立空軍の戦闘攻撃機トーネードがエンジンの故障によって原発から1km以内の距離の北海に墜落した。英国防省は乗員の2名がトーネードから離脱する前に原発に当たらないことを確保した「条件の悪い中で例外的な飛行技術と意識の高さ」を説明して賞賛した。

## 註
1. ↑  “Scottish Government files Page 125”. 2011年7月3日閲覧。
2. ↑  “Corporatewatch Report 2007”. 2011年7月3日閲覧。
3. ↑  “UK Experience of Consortia Engineering for Nuclear Power Stations: Critical Again - Lessons for New UK Nuclear Power Projects”. 2011年7月3日閲覧。
4. ↑  “Nuclear Power Plants in the UK - Scotland and Wales”. 2011年7月3日閲覧。
5. ↑  “British Energy - Torness”. 2011年7月3日閲覧。
6. ↑  Power Reactor Information System IAEA: „United Kingdom of Great Britain and Northern Ireland: Nuclear Power Reactors“ (英語)
7. ↑  http://www.hse.gov.uk/nuclear/quarterly-stat/
8. ↑  IAEA IRS report dated 30 oct 2012 (not public)
9. ↑  “Jellyfish force Torness nuclear reactor shutdown”.   BBC News (2011年6月30日). 2011年6月30日閲覧。
10. ↑  Nuclear Safety Newsletter Archived 2007年9月27日, at the Wayback Machine. HSE, December 2006
11. ↑  British Energy Generation (UK) Ltd Torness Power Station Quarterly report for 1 April to 30 June 2006 Archived 2007年9月28日, at the Wayback Machine. HSE, 2006
12. ↑  Statement of nuclear incidents at nuclear installations 1 July 2002 - 30 September 2002 HSE, 2002
13. ↑  Pilots praised over Tornado crash BBC News, 11 March 2002